# Bruno César Pereira da Silva
Bruno César Pereira da Silva, ismert nevén Bruno Silva (Nova Lima, 1986. augusztus 3. –), brazil labdarúgó, a Fluminense játékosa.

## Pályafutása
Bruno a Villa Novában kezdett futballozni, majd 2007 decemberében az Avaíhoz igazolt. A 2009-2010-es szezont kölcsönben a Bahiában töltötte. A klub a szezon végén szerződtette volna, de Brunónak nézeteltérése volt Paulo Angioni sportigazgatóval és inkább visszatért az Avaíhoz. A 2012-es szezon végén elérte a klub színeiben a 100. tétmérkőzést. Annak ellenére, hogy alapembere volt a csapatnak, az Avaí pénzügyi nehézségei miatt el kellett, hogy adja meghatározó játékosait, Bruno pedig a Ponte Preta csapatához került.
A következő szezonokban az Athletico Paranaenseben és a Chapecoenseben játszott kölcsönben. 2016 elején a Botafogo megvásárolta, részben  Willian Arão helyére, aki a Flamengo csapatához igazolt. Bruno nem tudta jó formáját megismételni és a szurkolók is rendre kritizálták teljesítményét. 2017-ben 2018 decemberéig megújította a szerződést a Botafogóval, miközben a szurkolókkal is rendeződött a viszonya. 2018. január 2-án aláírt a Cruzeiróhoz.

## Sikerei, díjai

### Klub
Avaí
- Santa Catarina állami bajnokságának győztese: 2009, 2012

### Egyéni
- Az év csapatának tagja a brazil élvonalban: 2017[10]